# 康斯坦茨阿赫河

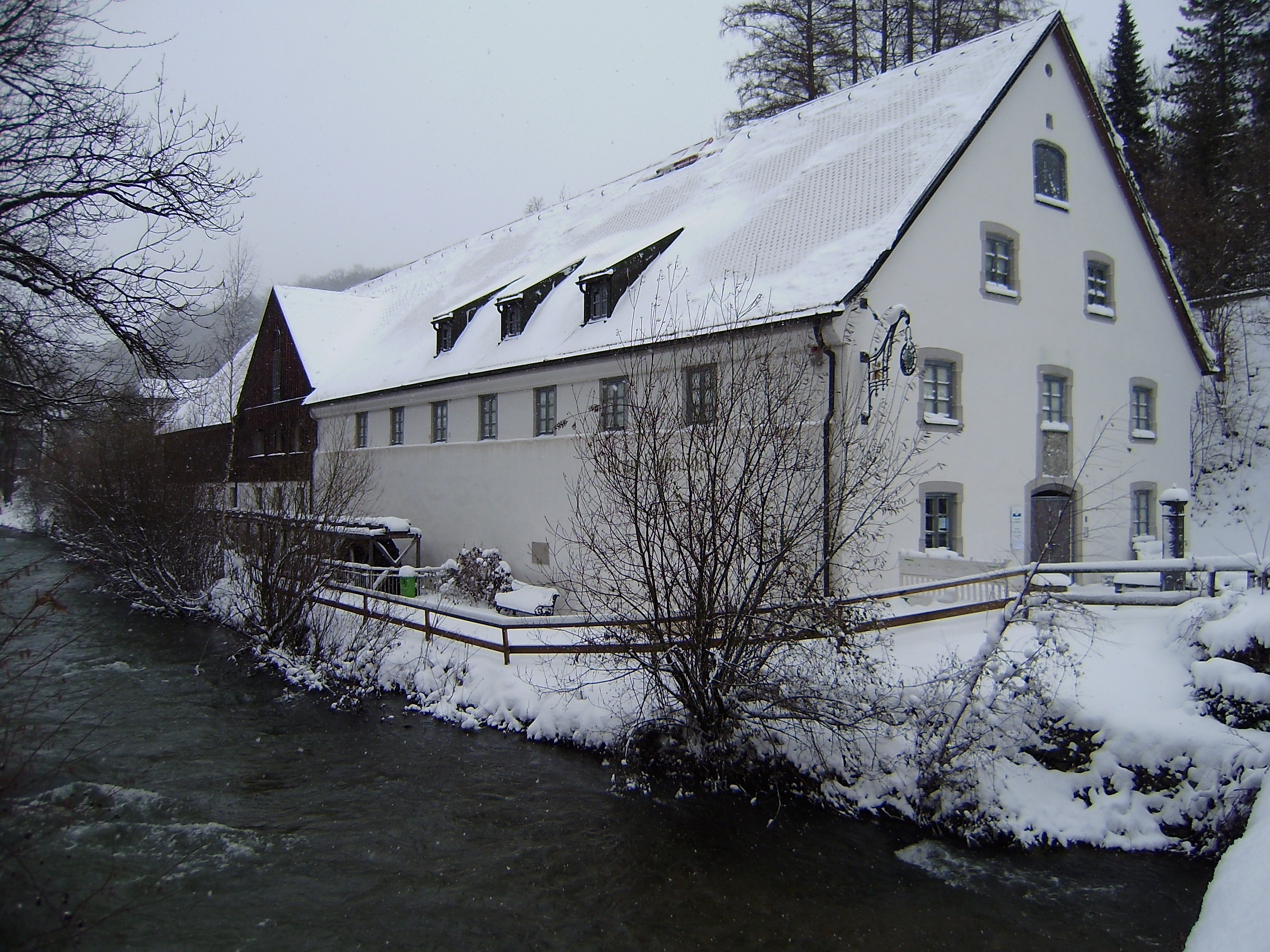
康斯坦茨阿赫河

47°34′6.53″N 10°14′0.78″E / 47.5684806°N 10.2335500°E
康斯坦茨阿赫河（德語：Konstanzer Ach），是德國的河流，位於該國東南部，由巴伐利亞負責管轄，處於上阿爾高縣，河道全長21.3公里，流域面積68.9平方公里。